# 乙胺嘧啶
乙胺嘧啶（英語：Pyrimethamine）商品名叫达拉匹林（Daraprim），是一种可以与甲酰四氢叶酸治疗一起弓形虫病和等孢球虫病的药物。还与氨苯砜一起用于预防HIV / AIDS患者的肺孢子虫肺炎（PCP）。以前被用于治疗疟疾，但由于耐药性而不再推荐使用。乙胺嘧啶是通过口服服用。
常见的副作用包括胃肠不适，严重的过敏反应，骨髓抑制。叶酸不足造成贫血的人不应该使用它。也有人担心它可能会增加患癌症的风险。但目前尚不清楚乙胺嘧啶是否对婴儿产生安全疑虑。乙胺嘧啶被归类为叶酸拮抗剂。它的作用是抑制叶酸的代谢，从而抑制DNA的产生。
乙胺嘧啶于1952年被发现，并在1953年开始医学使用。其属于世界卫生组织基本药物清单，是卫生系统所需的最有效和最安全的药物。

## 临床应用
乙胺嘧啶通常与磺酰胺和甲酰四氢叶酸一起使用。
临床用于治疗弓形虫病，放线菌病和等孢球虫病，用于治疗和预防肺孢子虫肺炎。

### 弓形虫病
乙胺嘧啶与磺胺嘧啶联合用于治疗活动性弓形虫病。这两种药物分别与药物甲氧苄氨嘧啶和磺胺甲恶唑 - 二氢叶酸还原酶和二氢蝶酸合成酶结合相同的酶靶。 
乙胺嘧啶也被用于参与治疗视网膜脉络膜炎的几项试验中。

### 疟疾
它主要治疗恶性疟原虫（Plasmodium falciparum），也对间日疟原虫（Plasmodium vivax）有效。由于耐药性恶性疟原虫的出现，现在很少使用乙胺嘧啶。与长效磺酰胺如磺胺嘧啶联合使用时用途广泛，例如凡西达，尽管对这种联合用药的耐药性正在增加。

## 历史
诺贝尔奖获得者美国科学家Gertrude Elion在Burroughs-Wellcome（现为GlaxoSmithKline的一部分）开发了此药以治疗疟疾。乙胺嘧啶自1953年开始生产。2010年，葛兰素史克将Daraprim的营销权出售给CorePharma。 Impax Laboratories于2014年寻求收购CorePharma，并于2015年3月完成了收购，包括Daraprim。2015年8月，图灵制药公司购买了专利权。